# المرافق العامة في كولومبيا
المرافق العامة في كولومبيا تديرها شركات خاصة وتنظمها الحكومة.

## سياسة الحكومة
في نهاية الثمانينيات كانت الخدمات العامة في كولومبيا منخفضة الجودة، تم تحديد الرسوم المفروضة على المستهلكين سياسيًا ولم تكن كافية لتمويل تشغيل هذه الخدمات. علاوة على ذلك كانت هياكل التكلفة غير فعالة للغاية. نشأ هذا الوضع بسبب ضعف الإطار القانوني والدور الاحتكاري الذي لعبته الدولة منذ بداية القرن العشرين.
أعطى دستور عام 1991 للمبادرة الخاصة دورًا رئيسيًا في توفير المرافق العامة وسمح للحكومة بتنظيم القطاع. جعلت الحكومة تحسين توفير المرافق العامة للقطاعات الضعيفة من المجتمع هدفا رئيسيا. أصبحت هذه الأهداف العامة من مسؤولية نظام المرافق العامة، والتي تنص على زيادة التغطية، وتعزيز خصخصة المرافق، وتطوير نظام التعرفة، وإعطاء المستهلكين دورًا إشرافيًا. أنشأ النظام ثلاث لجان تنظيمية للكهرباء والاتصالات والمياه والصرف الصحي ومنظمة لتعزيز المنافسة والإشراف عليها ومراقبتها تسمى هيئة الرقابة على الخدمات العامة السكنية.
نتيجة للإصلاحات، التي ولدت بشكل طبيعي مقاومة في قطاعات معينة من المجتمع، ولا سيما بين العمال النقابيين، تحسن توفير جميع الخدمات بشكل ملحوظ. على سبيل المثال زادت تغطية الكهرباء بين عامي 1990 و2003 من 80 إلى 95 في المائة من السكان، ومياه الشرب من 67 إلى 87 في المائة، والصرف الصحي من 50 إلى 72 في المائة، وخدمة الهاتف المحلية من 8 إلى 22 بالمائة. بدأت خدمة الغاز الطبيعي في منتصف التسعينيات، وازدادت التغطية من 20 في المائة في عام 1997 إلى 35 في المائة من السكان في عام 2003. أحد التفسيرات المحتملة للتغطية المنخفضة نسبيًا للغاز الطبيعي هو أن توسيع توافره في المناطق الريفية مكلف للغاية. ارتفعت جودة الخدمات الإضافية وأصبح من الممكن اليوم دفع معظم رسوم المرافق العامة عبر الهاتف أو الإنترنت.
خلال هذه العملية ارتفعت أسعار معظم المرافق العامة، بما في ذلك مياه الشرب والكهرباء بالقيمة الحقيقية. أدت هذه الزيادة في الرسوم إلى انخفاض الاعتماد على الأموال العامة لتغطية تكلفة توفير هذه الخدمات. كما أدى إلى انخفاض الاستهلاك نتيجة لارتفاع الأسعار، مما أدى إلى تأخير الحاجة إلى مزيد من الاستثمارات من أجل زيادة السعات المركبة للخدمات المختلفة. كما انخفضت بعض المعدلات، كما في حالة جمع النفايات لعدة مستخدمين على سبيل المثال المباني أو المجمعات السكنية، والمكالمات الهاتفية الدولية.
على الرغم من هذه التحسينات، هناك حاجة إلى مزيد من التقدم في تحسين الإطار التنظيمي، وتعزيز المنافسة، وخفض تكاليف الإنتاج، والسماح للمستهلكين بالاستفادة بشكل أكبر من بعض مكاسب الكفاءة هذه.

## الكهرباء
قبل عام 1990 قدمت الاحتكارات العامة الخدمة الكهربائية. نتيجة للتوسع الملحوظ في قدرة توليد الكهرباء بين عامي 1970 و1990 التي تم تمويلها في الغالب من خلال قروض خارجية، وعدم الكفاءة في تقديم هذه الخدمة، بحلول عام 1990 ارتبط حوالي ثلث الدين الخارجي العام للدولة بقطاع الكهرباء. لم ينشأ الدين فقط من سوء الإدارة ولكن أيضًا من تكلفة استبدال البنية التحتية للطاقة الكهربائية التي دمرها المتمردون. في عام 1992 نتيجة للجفاف الشديد لجأت كولومبيا إلى تقنين الكهرباء.
لقد كسرت إصلاحات التسعينيات هذا الهيكل الاحتكاري من خلال تشجيع مشاركة المؤسسات الخاصة في توليد الطاقة ونقلها وتوزيعها وإنشاء هيئة تنظيم الطاقة والغاز. نظمت الهيئة مراحل الاحتكار الطبيعي، مثل النقل والتوزيع من خلال تحديد سقف للأسعار، بينما لعبت المنافسة دورًا متزايدًا في التوليد والتسويق. يعتبر الترابط مع دول الأنديز وأمريكا الوسطى وسيلة لتحسين المنافسة وتوفير حماية أفضل ضد التقنين في المستقبل في المنطقة.

## المياه والصرف الصحي
في عام 2000 قامت هيئة تنظيم مياه الشرب والصرف الصحي الأساسية بإضفاء الطابع الرسمي على متطلبات الشركات العامة والخاصة لتوفير مياه الشرب والصرف الصحي. كانت الأهداف الرئيسية هي تشجيع المنافسة والاستثمارات الجديدة، مع زيادة الشفافية وتقليل المخاطر التنظيمية.
مع تولي الشركات الخاصة الأجنبية والوطنية خدمات إمدادات المياه في مختلف المدن الكولومبية، زادت الرسوم وانخفض العجز المالي في توفير مياه الشرب من 45 إلى 10 في المائة. مع ارتفاع الأسعار انخفض الاستهلاك بما لا يقل عن 13 مترًا مكعبًا شهريًا لكل أسرة إلى 16.9 مترًا مكعبًا شهريًا لكل أسرة في عام 2004. وقد أدى هذا الانخفاض في الاستهلاك استجابة لارتفاع الأسعار إلى تحقيق مكاسب في الكفاءة من خلال خفض متطلبات التوسع والتكاليف المتغيرة. أدت الكفاءة المتزايدة أيضًا إلى وجود قوة عاملة أصغر وخفض عدد الموظفين لكل 1000 مشترك في المدن الكبرى. على سبيل المثال بين عامي 1995 و2000 انخفض عدد الموظفين لكل 1000 مشترك من 6.8 إلى 3.7 في بارانكويلا، ومن 3.2 إلى 2.3 في بوغوتا.

## جمع النفايات
بدأت بوغوتا في نقل مسؤولية التخلص من النفايات إلى الشركات الخاصة حتى قبل وجود هيئة تنظيم الطاقة والغاز منذ عام 1994. منذ ذلك الحين زادت مشاركة القطاع الخاص في التخلص من النفايات. لدى الهيئة أكثر من 500 شركة لجمع النفايات مسجلة، حوالي 20 بالمائة منها شركات خاصة. اعتبر حوالي 80 بالمائة من مستخدمي خدمات التخلص من النفايات الخدمة جيدة. توجد الحملات العامة والحوافز الاقتصادية لزيادة الوعي العام بالحاجة إلى إعادة التدوير، وقد تم إحراز بعض التقدم، ولكن لا يزال هناك طريق طويل لنقطعه في تعزيز الفوائد البيئية.